# Vortice (sommergibile)
Il Vortice è stato un sommergibile della Regia Marina e della Marina Militare.

## L'attività bellica nel secondo conflitto mondiale
Durante la fase terminale dei lavori di costruzione subì la sostituzione delle eliche a passo costante con quelle a passo variabile, a causa di vari malfunzionamenti alle prime
Il battello realizzato dai Cantieri Riuniti dell'Adriatico nello stabilimento di Monfalcone venne varato il 23 febbraio 1943, consegnato alla Regia Marina il 21 giugno dello stesso anno e, al comando del Tenente di vascello Marco Revedin, fu trasferito a Taranto, dove fino a settembre fu impegnato per l'addestramento dell'equipaggio.
Il 7 settembre 1943 il sommergibile (al comando del tenente di vascello Giovanni Manunta) lasciò Taranto per la prima missione offensiva, nell'ambito del «Piano Zeta» a contrasto dell'imminente sbarco anglo-americano a Salerno: si sarebbe dovuto disporre in agguato a est della Sicilia, nel Mar Ionio.

Il battello durante il conflitto.

L'indomani, in seguito all'annuncio dell'armistizio, si consegnò agli Alleati ad Augusta. Il 16 settembre, al calar del sole, lasciò tale porto insieme con altri cinque sommergibili, e, navigando in immersione per evitare di essere attaccato accidentalmente da aerei o navi alleate, diresse per Malta ove arrivò l'indomani.
Il 6 ottobre 1943 lasciò l'isola insieme con varie altre unità (6 sommergibili, due torpediniere, un cacciatorpediniere e due unità ausiliarie) per rientrare in Italia; il giorno seguente arrivò a Napoli, dove fu impiegato per la produzione di elettricità destinata alle strutture portuali.
Nel conflitto 1940-1943 il Vortice aveva svolto una missione offensiva e due di trasferimento, per totali 939 miglia di navigazione in superficie e 231 in immersione.
In seguito sostò a Taranto per un periodo di lavori di manutenzione svolti presso il locale arsenale.
Nel febbraio del 1944 venne inviato alla Bermuda, con base a New London, e fu impiegato in esercitazioni per le unità antisommergibili alleate fino al termine delle ostilità.

## IlVorticee la ricostruzione della flotta subacquea
Tornato a Taranto nel 1945 alla fine della guerra, avrebbe dovuto essere consegnato alla Francia in base alle clausole del trattato di pace, ma la Francia rifiutò la consegna, ordinando però la demolizione dell'unità.

Il Vortice in versione pontone di carica.

Il 1º febbraio 1948 il Vortice fu radiato unitamente al resto della flotta subacquea italiana.
Ufficialmente trasformato in pontone di carica batterie venne contrassegnato V. 1 nel 1950.
In realtà il nuovo uso era solo un espediente per evitare la demolizione. Infatti il Vortice e un altro sommergibile, il Giada (V 2), che aveva subito analoga sorte, vennero segretamente impiegati per l'addestramento dei sommergibilisti e per le esercitazioni delle unità antisommergibile: i due battelli, nella massima segretezza, uscivano in mare durante le ore notturne con opportuni camuffamenti, come sovrastrutture posticce che venivano furtivamente sbarcate dopo l'uscita dal canale navigabile di Taranto ed effettuavano immersioni, emersioni e brevi crociere che consentirono di formare i primi nuclei di sommergibilisti della Marina Militare.

Il Vortice in banchina per la cerimonia del disarmo

Venute meno, nel 1952, le clausole del trattato di pace, che vietavano all'Italia il possesso di sommergibili, e in con l'ingresso dell'Italia nella NATO), nell'ambito di un programma di potenziamento navale avviato nel 1950 venne anche avviata la ricostituzione della componente subacquea, con il recupero e la messa in servizio di questi due sommergibili risalenti al periodo bellico che poterono riprendere i loro nomi, nonché di un terzo batello, il Bario, recuperato dopo l'affondamento in guerra e ribattezzato Pietro Calvi.
Questi tre sommergibili, insieme con quelli della classe Gato ceduti dagli USA, costituirono il primo nucleo della forza subacquea della Marina Militare. Furono proprio i sommergibilisti che si erano formati semiclandestinamente sul Giada e sul Vortice a prendere in consegna i sommergibili Tazzoli e Leonardo Da Vinci, primi due battelli di una serie ceduta dalla US Navy alla Marina Militare nell'ambito del programma di assistenza militare e che, per qualche decennio ne costituirono la forza subacquea.
Il Vortice, nel periodo 1953-54, venne sottoposto a radicali lavori di ammodernamento, al Comando del Capitano di Corvetta Aredio Galzigna (1913–2010) che seguì le fasi dell'allestimento. Tali lavori comportarono un diverso profilo della falsa torre e la rimozione dei tubi lanciasiluri poppieri, mentre le mitragliere e il cannone prodiero erano stati sbarcati in precedenza e nell'occasione era stata eliminata la piattaforma prodiera; l'unità fu inoltre dotata di radar.
Dopo i lavori di ammodernamento, il Vortice rientrò in servizio nel 1954 come unità addestrativa, e per l'addestramento antisommergibile delle navi di superficie e degli aeromobili, operando intensamente fino al definitivo disarmo avvenuto il 1º luglio 1967.
Il battello venne definitivamente radiato il successivo 1º agosto, e quindi demolito.